# Селище радгоспу «Первомайський»
Селище радгоспу «Первомайський» (рос. совхоза «Первомайский») — селище у Панінському районі Воронезької області Російської Федерації.
Населення становить 1 особу (2010). Входить до складу муніципального утворення Перелешинское міське поселення.

## Історія
Населений пункт розташований у історичному регіоні Чорнозем'я. Від 1928 року належить до Панінського району, спочатку в складі Центрально-Чорноземної області, а від 1934 року — Воронезької області.
Згідно із законом від 15 жовтня 2004 року входить до складу муніципального утворення Перелешинское міське поселення.

## Населення
| 2000 | 2005 | 2010 |
| ---- | ---- | ---- |
| 7    | →7   | ↘1   |